# Ang Kiem Soei
Ang Kiem Soei (Fakfak, Nederlands-Nieuw-Guinea, 1952 - Nusakambangan, Indonesië, 18 januari 2015) was een Nederlander die in Indonesië de doodstraf kreeg nadat hij werd schuldig bevonden aan betrokkenheid bij grootschalige ecstasy-productie. Zijn zaak kreeg in Nederland veel aandacht.

## Voorgeschiedenis
Ang Kiem Soei werd geboren in Nederlands-Nieuw-Guinea en was etnisch Chinees. Hij was het achtste kind in een gezin van negen kinderen. Zijn ouders hadden een winkel en leefden in betrekkelijke rijkdom. Na overdracht van Nieuw-Guinea aan Indonesië in 1962 vluchtte zijn moeder met drie kinderen naar Maleisië. Ang Kiem Soei bleef aanvankelijk met zijn vader achter in Indonesië, maar later vluchtte ook de rest van het gezin naar Maleisië. Omdat het gezin in Maleisië in armoede leefde, keerde de vader terug naar Fakfak. Door de slechte relatie tussen Indonesië en Maleisië was er weinig contact tussen de vader en de rest van het gezin. De vader overleed toen Ang Kiem Soei 17 jaar oud was. Op 26-jarige leeftijd kwam Ang Kiem Soei naar Nederland, waar hij in Utrecht ging wonen. Omdat hij in Maleisië geen opleiding had kunnen volgen maar moest werken om inkomen te genereren, had hij geen diploma's. Hij werkte daarom in de horeca en als tussenpersoon in de houthandel. Ook hield hij zich bezig met criminele activiteiten en zat hij enige tijd in de gevangenis.
In Nederland trouwde Ang Kiem Soei en kreeg vier kinderen. Later scheidde hij weer, al bleef hij contact met zijn ex-vrouw en kinderen onderhouden.

## Drugszaak

### Arrestatie
In 2002 was Ang Kiem Soei voor een zakenreis in Indonesië. Bij een politie-inval in Tangerang, een stad vlakbij in hoofdstad Jakarta, trof de politie een fabriek aan waar 15 duizend ecstasy-pillen per dag konden worden geproduceerd. Bij deze inval werd een vriend van Soei doodgeschoten.
Kort na deze inval werd Soei in Jakarta, in het hotel Borubudur, gearresteerd. Soei werd door de Indonesische justitie aangewezen als de grote man achter de schermen van het ecstasy-laboratorium en in de Indonesische media werd hij aangeduid als de 'ecstasy-koning'. Zelf heeft Ang altijd ontkend betrokken te zijn geweest bij de productie van ecstasy. Zijn verweer was dat hij slechts voor zaken en om te gokken in Indonesië was, en dat zijn doodgeschoten vriend de werkelijke leider van de ecstasy-bende was. In zijn latere gratieverzoek werd betrokkenheid bij de xtc-productie in Indonesië echter niet ontkend.

### Doodvonnis
Op 13 januari 2003 werd Soei ter dood veroordeeld. Volgens zijn advocaat was de rechtsgang op vele punten ondeugdelijk.  Soei ging in hoger beroep, maar in hoger beroep werd de straf zelfs nog verzwaard: behalve de doodstraf kreeg hij ook een boete van omgerekend 11 duizend euro.
Snel na zijn veroordeling begon Ang Kiem Soei in de gevangenis van Tangerang een bedrijfje dat handelde in medicinale kruiden. Met deze kruiden, lokaal bekend als 'jamu patah tulang', konden gebroken botten genezen. Soei deed dit met toestemming van de gevangenisdirectie. In 2003 werd door de NOS een reportage over Ang Kiem Soei en zijn medicijnen uitgezonden.
In 2008 haalde de veroordeling van Ang Kiem Soei opnieuw de Nederlandse media, nadat nog een Nederlander, Dick Nicolaas, ter dood was veroordeeld in Indonesië. De advocaat van Ang Kiem Soei en Dick Nicolaas schreef een brief naar ministers Ernst Hirsch Ballin en Maxime Verhagen, waarin hij het kabinet opriep om actief te lobbyen om de rechtszaken ter herzien.
Een geplande voltrekking van het vonnis werd tot tweemaal toe uitgesteld. Soei kreeg op 15 januari 2015 te horen dat zijn gratieverzoek definitief was afgewezen en dat de executie aanstaande was. Volgens de wet in Indonesië moet een voltrekking van een doodvonnis drie dagen van tevoren aan de veroordeelde worden meegedeeld. Laatste pogingen van de Nederlandse overheid om de executie opnieuw af te gelasten, mochten niet baten. Zelfs een interventie van premier Mark Rutte en koning Willem Alexander had geen effect.

### Executie
Op 18 januari rond 0:30 lokale tijd (17 januari 18:30 uur Nederlandse tijd) werd Soei samen met vijf andere veroordeelden geëxecuteerd door een vuurpeloton. Eerder die dag had Soei afscheid genomen van zijn Nederlandse advocaat Bart Stapert. Het lichaam van Ang Kiem Soei werd direct na de voltrekking van het doodvonnis gecremeerd, zonder dat de familie het lichaam mocht zien of ritueel wassen.
Als reactie op de voltrekking van het doodvonnis riep de Nederlandse overheid de ambassadeur van Nederland in Indonesië tijdelijk terug voor overleg. Ook werd de Indonesische ambassadeur in Den Haag door minister van Buitenlandse Zaken Koenders op het matje geroepen.